# Therioaphis khayami
Therioaphis khayami är en insektsart. Therioaphis khayami ingår i släktet Therioaphis och familjen långrörsbladlöss. Inga underarter finns listade i Catalogue of Life.